# شوراب عليا (فريمان)
شوراب عليا (بالفارسية: شوراب علیا) هي قرية تقع في قسم سنغ بست الريفي في إيران. يقدر عدد سكانها بـ 99 نسمة بحسب إحصاء 2016.